# Anasazikulturen

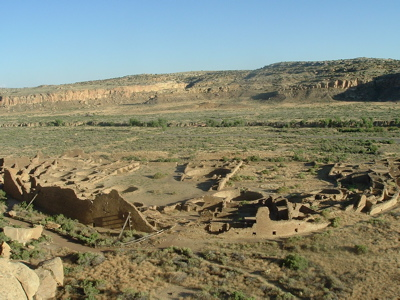
Pueblo Bonito

Karta över Anasazifolkets utbredning.

Anasazikulturen är en arkeologisk kultur i norra Arizona och New Mexico. Anasazi är en inaktuell term och betyder "den uråldriga fienden" på navahospråk, vilket gör termen kontroversiell som generellt använd för puebloindianernas förfäder. Anazasikulturens bärare var förfäder till puebloindianerna. Som skickliga korgflätare kallas de även "Basket Makers".

## Basketmaker II och III
Basketmaker II och III perioden är uppkallade efter det fina material av flätade korgar som ofta hittades i dessa människors boplatser.  Korgar var bättre anpassade till ett rörligt liv som samlare än keramik. Denna arkaiska kultur kombinerade jakt, insamling av vild växtmat med en del majsodling för sin försörjning. Jordbruket begränsades  av den knappa vattentillgången. Majsen började odlas tidigt i området (osharakulturen). Bostäderna var vanligtvis i grottor eller byggda grophus. De förvarade mat i grävda gropar i marke. Förvaringsgroparna var ofta stenfodrade och täckta för att mat skulle bevaras och undvika skadedjur och skador.
Under Basketmaker III-perioden  ökar jordbrukets betydelse. Man börjar odla bönor och har kalkoner som husdjur. För att förbättra jordbruket och försörja den ökande befolkningen byggdes  bevattningsanläggningar reservoarer och mindre dammar. Låga stenmurar som saktade flödet i bäckar, vilket ökade fuktigheten i jorden och förhindrade erosion. Man fortsatte med jakt och insamling somkomplement. Boplatser blev fasta och man använde keramik. Basketmaker III bostäder var djupa halvt underjordiska hus ofta belägna i grottor eller på höjderna.

## Pueblo I och Pueblo II
Under Pueblo I-perioden var man bosatt i hus över marken. Stora samhällen byggdes, några med mer än 100 rum i bostäderna. Murverk av sten började användas. Kivas blev viktiga och de användes för ceremoniella ändamål. Kivas var underjordiska cirkulära kamrar. Odling av bomullvar en ny jordbruksprodukt. Keramik blev mycket varierande med olika ytbehandlingar och dekorationer, . Under perioden fortsatte bosättningar att öka i antal, och nya samhällen uppstod i kanjoner utöver de på höjdplatserna på mesan.Pueblo I-samhällen var stora, medan Pueblo II hade en mångfald av bosättningar även små byar fanns.
Under Pueblo III-perioden, från 900-talet e.Kr. och omkring 300 år framåt i tiden, byggdes de stora klipphusen. Byarna byggdes i skyddade lägen framför klippor men liknadede som byggdes tidigare. Stora, fristående bostäder byggdes också i kanjoner eller vid klippväggar på mesan. Bostäderna  hade ofta två, tre eller till och med fyra våninga. Taken i de nedre delen fungerade som terrasser för de övre. Dessa strukturer hade från tjugo till tusen rum. Befolkningen koncentrerades till dessa stora samhällen och många mindre byar och byar övergavs. Jordbruket fortsatte att vara den huvudsakliga ekonomiska verksamheten, och hantverket inom keramik och vävning tillverkade föremål av hög kvalitet. En svår torkperiod 1276–1299 tvingasde befolkningen att ge upp sina bosättningar under den klassiska perioden.

## Lämningar

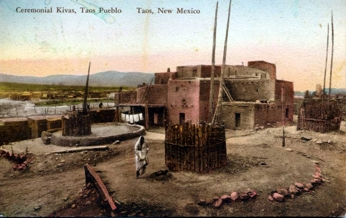
Pueblo de Taos, cirka 1920

Fornlämningar efter kulturen finns på flera platser i sydvästra USA, bland annat i sydvästra Colorado där Mesa Verde nationalpark ligger. I nordvästra New Mexico ligger Chaco Canyon-gruppen där Pueblo Bonito är det största byggnadsverket. Byggnaden är terrassformigt uppförd av mörkbrun sandsten i en väldig halvcirkel och har en gång varit fem våningar hög, av vilka fyra återstår. Pueblon är 220 meter lång och innehåller 800 rum. Här bodde omkring år 1100 ungefär 1 200 personer och byggnaden omgavs av stora majsfält och trädgårdar. Pueblo Bonito övergavs i slutet av 1200-talet sedan en rad torra år kommit skördarna att slå fel. Den 14 december 1992 blev Pueblo de Taos i New Mexiko en World Heritage Sites.

## Grupper

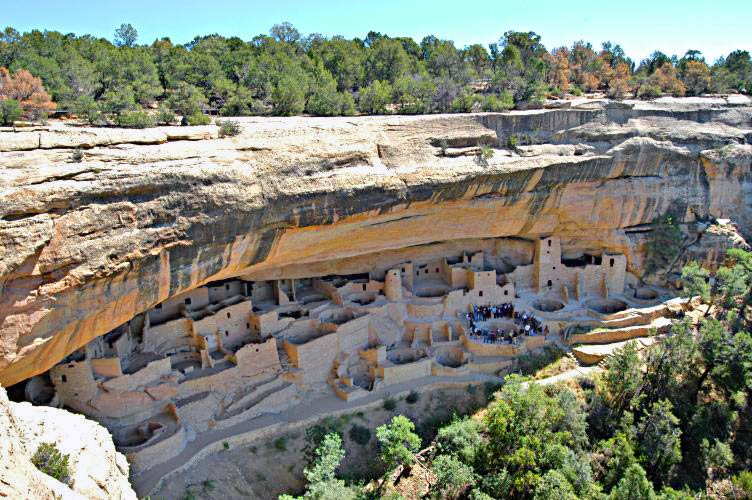
Klippalatset, Mesa Verde National Park

De viktigaste grenarna av förfäders pueblokulturen var från väst till öst. Virgingruppen längs Virginfloden och dess bifloder i södra Utah, extrema sydöstra Nevada och nordvästra Arizona. Kayentagruppen i nordöstra Arizona och längs söderut Utah, Little Colorado gruppen längs övre och mellersta Little Colorado River. Mesa Verde gruppen på Mesa Verde i sydvästra Colorado. Chaco gruppen som bodde i området och runt Chaco Canyon i nordvästra New Mexico, men under sin största utsträckning in i sydöstra Utah, nordöstra Arizona och sydvästra Colorado. Slutligen Rio Grande gruppen längs övre och mellersta Rio Grande.